# Fedor Kuzmin
Pour les articles homonymes, voir Kouzmine.
Fedor Kuzmin est un pongiste russe né le 17 avril 1983.
Il participe aux Jeux olympiques d'été de 2008 en simple et en double avec son compatriote Alekseï Smirnov.
Lors du championnat d'Europe de tennis de table 2009 à Stuttgart, il se hisse en 1/2 finale en ayant battu en 1/4 de l'allemand Ruwen Filus sur le score de 4/2.